# Кучеревський Євген Мефодійович
Євге́н Мефо́дійович Кучере́вський (6 серпня 1941, Херсон, Українська РСР, СРСР — 26 серпня 2006, Дніпропетровськ, Україна) — український радянський футболіст, український футбольний тренер.

## Кар'єра гравця
У 1958—1971 роках грав у декількох українських клубах нижчих дивізіонів і не досяг особливих успіхів. Футбольну кар'єру починав на Батьківщині, у Херсоні, спочатку грав на позиції нападника. Але через обставини в команді, а саме через те, що голкіпер команди не зміг вийти на поле, Кучеревського поставили у ворота як юнака з хорошими фізичними даними. Зіграв він дуже непогано, тому й далі захищав ворота.
Як це буває в багатьох великих тренерів, хоч як прикро констатувати, гравцем найвищого рівня Євген не став, про що й свідчать команди, за які він виступав. Кучеревський, взявши в руки воротарські рукавички й ставши у ворота, почав виступати за юнацьку команду місцевого «Спартака», який згодом змінив назву на «Маяк». Дебютував у 17-річному віці, здавалося, досить непогано, проте для команди, що виступає в класі Б, це не показник, до того ж, нічого екстраординарного гравець не показав. Це зумовило його перехід в Одесу, до СКА, який саме набирав обертів і за декілька сезонів з команди класу Б перетворився на команду вищої ліги СРСР (щоправда, ненадовго, у 1966-му вилітає до першої ліги). Проте цей виліт стався вже без участі уродженця Херсонщини, який перед тим змінив прописку на ще один південний край, Миколаївщину, де дістав запрошення від «Суднобудівника». І знову його перехід став фартовим для команди, про що може свідчити 1 місце в класі А та півфінал кубка СРСР, де команда з Миколаєва поступилася майбутньому переможцю, львівським «Карпатам». Відтак у команди, та й у самого Кучеревського, був спад, як підтвердження цього — виступ за любительську команду «Авангард» з Жовтих Вод, де він і закінчив кар'єру гравця.

## Тренерська кар'єра
Від 1974 р. в Нікополі переймав основи тренерської роботи від Володимира Ємця та Геннадія Жиздика. Місцевий «Колос» зі змагань любительських колективів фізкультури вийшов спочатку до української зони 2-ї ліги, а згодом до 1-ї ліги. Кучеревський був головним тренером нікопольців 2 роки (1982, 1983) і у 1982 році «Колос» досягнув найкращого турнірного результату в його історії, посівши 3-тє місце у радянській першій лізі.
У 1984—1985 роках працював наставником у миколаївському «Суднобудівнику» (де грав як воротар) і двічі здобував із командою «бронзу» української зони другої ліги, посівши 3-тє місце два роки поспіль.
У 1986 році Євген Кучеревський був у складі тренерського штабу «Дніпра», коли команда посіла 11 місце у найвищій лізі СРСР. Це місце не зовсім влаштовувало керівництво клубу, який до того три роки поспіль здобував медалі (1 «золото» та 2 «бронзи» у 1983—1985 роках). У грудні, уже після закінчення першості, Кучеревський замінив Володимира Олександровича Ємця на посаді головного тренера дніпрян.
Новий наставник і далі утримував українську команду в еліті радянського футболу, зробивши «Дніпро» віце-чемпіоном у 1987 та 1989 роках, вигравши чемпіонат у 1988 і здобувши Кубок Радянського Союзу 1989 року. У сезоні 1987 дніпропетровців обійшов тільки московський «Спартак».
Радянського спеціаліста запрошувала португальська «Бенфіка», з якою «Дніпро» грав у чвертьфіналі КЄЧ (0:1 у Лісабоні та 0:3 вдома). Але, зваживши на радянські реалії, Євген Мефодійович не прийняв запрошення з-за кордону.
Після проголошення незалежності перший чемпіонат України з футболу провели за скороченою системою — почавшись у березні, першість тривала лише до червня. Наставник «дніпрян» провів тільки 1 гру першого чемпіонату України й поїхав до Тунісу — тренувати місцевий «Етуаль дю Сахель». Клуб не здобув медалей у чемпіонаті, але дістався до фіналу Кубка Тунісу. Український тренер працював там кілька місяців — до серпня 1992 року.
На початку 1990-х років його запросили тренувати юніорську й молодіжну збірні Росії. До України наставник повернувся у 1994 році — до Миколаєва, де замолоду грав на позиції воротаря. Він не зумів врятувати команду від вильоту з вищої ліги, а потім працював у кількох російських клубах («Арсенал», «Ротор», «Уралан», «Торпедо-ЗІЛ»).
У сезоні 2001/02 Євген Кучеревський прийшов до «Дніпра». Його суворий і вимогливий спосіб роботи дав плоди: «дніпряни» стабільно боролися за «бронзу» першості України. «Дніпро» стало досвідченим єврокубковим бійцем і вболівальники можуть згадати рівну гру команди проти «Гамбурґа» чи «Марселя». Серед гравців, які пробилися до великого футболу під керівництвом Євгена Мефодійовича: Сергій Назаренко, Руслан Ротань, Андрій Русол та Олег Шелаєв. Став одним з найавторитетніших тренерів України.
Після невдалої гри в сезоні 2005/06 Кучеревський залишив пост головного тренера. У 2005–2006 був спортивним директором «Дніпра».

## Смерть
26 серпня 2006 року Є. Кучеревський загинув у ДТП, зіткнувшись на своєму автомобілі з КамАЗом. Як пізніше встановила паталогоанатомічна експертиза, у нього стався інфаркт, внаслідок чого тренер знепритомнів і не натиснув на гальма, виїхавши на червоне світло на перехрестя. Автомобіль Є. Кучеревського зіткнувся з КамАЗом і кабіна останнього впала на авто тренера. Кучеревського негайно доставили до обласної клінічної лікарні ім. Мечникова, але через 40 хвилин він помер, не прийшовши до тями.
28 серпня 2006 року відбулося прощання з Є. М. Кучеревським у Дніпропетровському державному академічному театрі опери та балету. Прощальну панахиду в Спасо-Преображенському кафедральному соборі Дніпропетровська очолив митрополит Дніпропетровський і Павлоградський Іриней. Після панахиди тіло тренера перевезли на стадіон «Метеор», з яким пов'язані найбільші злети його кар'єри. Футболісти «Дніпра» несли труну з тілом від стадіону до Запорізького кладовища на руках (понад 20 км). Євгена Мефодійовича Кучеревського поховано з військовими почестями на Алеї Героїв Запорізького кладовища. У день похорону у Дніпропетровську оголосили загальну жалобу та приспустили державні прапори. У момент опускання труни до могили віддали військовий салют.

## Вшанування
- 26 серпня 2007 року на могилі Є. М. Кучеревського відкрили повнофігурний пам'ятник.
- 6 серпня 2008 року Дніпропетровська міська рада присвоїла ім'я видатного тренера новоствореному бульвару між стадіоном «Дніпро-Арена» та проспектом Пушкіна, що дістав назву бульвару Кучеревського.
- У травні 2018 року посмертно удостоєний Рубінового ордену УЄФА «За заслуги». Високу нагороду внучці Кучеревського напередодні фіналу Ліги чемпіонів у Києві вручив президент УЄФА Александер Чеферін. Раніше Рубіновим орденом УЄФА нагородили Валерія Лобановського.[1]

## Титули та досягнення
Чемпіонат СРСР
- Чемпіон (1): 1988
- Срібний призер (2): 1987, 1989

Кубок СРСР
- Володар (1): 1989

Суперкубок СРСР
- Володар (1): 1989

Кубок Ліги СРСР
- Володар (1): 1989
- Фіналіст (1): 1990

Чемпіонат України
- Бронзовий призер (1): 2003-04

Кубок України
- Фіналіст (1): 2003-04